# 南美唄支線
南美唄支線（日语：／ Minamibibai shisen */?）是日本國有鐵道函館本線的其中一條支線，現已廢除。路線連接北海道美唄市美唄站和南美唄站之間。當時為了運送煤炭而建設此路線，從美唄站連接三井美唄煤礦，營業距離為3.0公里。

## 路線資料
- 路線距離（營業距離）：美唄站 - 南美唄站之間 (3.0公里[1])
- 軌距：1,067 毫米（狹軌）
- 車站數目：2個（包含起終點站）
- 雙線區間：沒有（全線單線）
- 電氣化區間：沒有（全線非電氣化）

## 運行形態
主要載客列車只行走於美唄站至南美唄站之間。在早上設有直通至札幌和小樽的列車。

## 歷史
在1928年（昭和3年）8月1日，受到昭和時代經濟衰退影響，掙扎求存經營的日本石油光珠煤礦的共同擁有與經營模由三井礦山繼承，三井美唄煤礦成立並開始作業。為了運送煤炭，因此國鐵一方申請了敷設專用線。在1931年（昭和6年）11月，敷設鐵路工程竣工，同年12月1日，連接美唄與三井美唄煤礦旁邊的南美唄的貨物線開始營業。後來，由於煤炭需要增加，使周邊人口也增加。在1944年（昭和19年）1月25日起開設客運業務。
後來，由於能源需求改變，煤炭的需求減少。在1963年（昭和38年）三井美唄煤礦被迫停止作業。隨後由於客量減少，南美唄支線在1971年（昭和46年）8月3日結束客運業務。而三井美唄煤礦的子公司三美礦業在1973年（昭和48年）關閉礦山。在同年9月9日結束貨運業務，使南美唄支線變為廢線。

### 年表
- 1931年（昭和6年）12月1日：函館本線的貨物支線啟用[2]。在該支線中新設南美唄站（貨運車站）[3]。
- 1944年（昭和19年）1月25日：開設客運業務[2]。南美唄站變為一般車站[1]。
- 1958年（昭和33年）5月：隨著引入柴油列車，客運列車與貨運列車分離。
- 1971年（昭和46年）8月3日：結束客運業務[1]。南美唄站再次變為貨運車站[1]。
- 1973年（昭和48年）9月9日：全線廢除[2][1]。南美唄站也廢除[3][1]。

## 車站列表
- 所有車站位於北海道（空知支廳內）內。
- 連接路線取自廢除當刻。日本國有鐵道（國鐵）現時變為北海道旅客鐵道（JR北海道）。

| 中文站名 | 日文站名 | 英文站名     | 站間距離 | 營業距離 | 接續路線                       |
| -------- | -------- | ------------ | -------- | -------- | ------------------------------ |
| 美唄     | 美唄     | Bibai        | -        | 0.0      | 日本國有鐵道（國鐵）：函館本線 |
| 南美唄   | 南美唄   | Minami-Bibai | 3.0      | 3.0      |                                |

## 過去接續路線
- 美唄站：三菱礦業美唄鐵道線（日语：三菱鉱業美唄鉄道線） - 1972年（昭和47年）6月1日廢除
- 南美唄站：三井美唄煤礦專用線（三美礦業專用線）- 1931年（昭和6年）12月設置，1973年（昭和48年）3月廢除。
作業距離約1.2公里。使用鮑爾溫機車廠製和北英機車公司（日语：ノース・ブリティッシュ・ロコモティブ）製造的2架蒸氣機車行走[4]。

## 注腳
1. 1 2 3 4 5 6 7 8  《鐵道迷》 通卷412號 56頁
2. 1 2 3 4 5  《写真で見る北海道の鉄道》 上卷 國鐵、JR線 218-219頁
3. 1 2  《写真で見る北海道の鉄道》 上卷 國鐵、JR線 314-315頁
4. ↑  《空知文化財系列》 第5集

### 書籍
- 石野哲（編集長）. . JTB出版. 1998-09-19. ISBN 978-4-533-02980-6. ISBN 4-533-02980-9 （日语）.
- 田中和夫（監修）. . 上巻 国鉄・JR線. 北海道新聞社（編集）. 2002-07-15: 212–219,311–319. ISBN 978-4-89453-220-5. ISBN 4-89453-220-4 （日语）.
- 今尾惠介（監修）. . 新潮「旅」ムック 1号・北海道. 新潮社. 2008-05-17. ISBN 978-4-10-790019-7. ISBN 4-10-790019-3 （日语）.

### 雜誌
- 空知地方史研究協議会. . 空知文化財系列 (夕張新炭鉱労働組合). 1976-03, 第5集 （日语）.
- . 鐵道迷（日语：鉄道ファン (雑誌)） (交友社). 1995-08-01, 35 (第8号（通巻412号）): 63頁 （日语）.